# Église Saint-Barthélemy de Montireau
L'église Saint-Barthélemy de Montireau est située sur la commune française du même nom dans le département d'Eure-et-Loir, en région Centre-Val de Loire.

## Historique
L'église Saint-Barthélemy date du XVIe siècle. Elle est classée monument historique depuis 1980.

## Aujourd'hui

### Extérieur

Extérieur
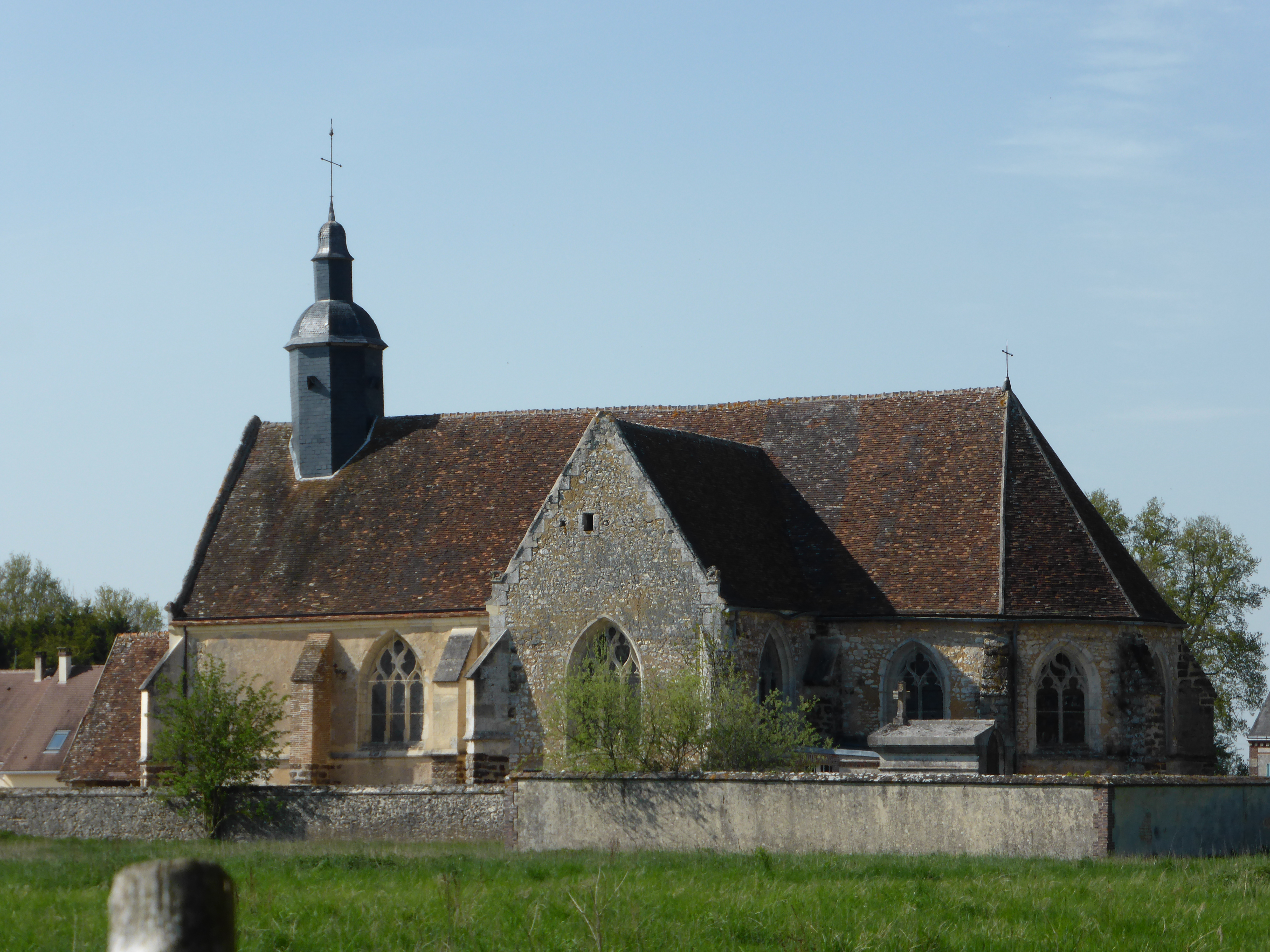
Façade sud.
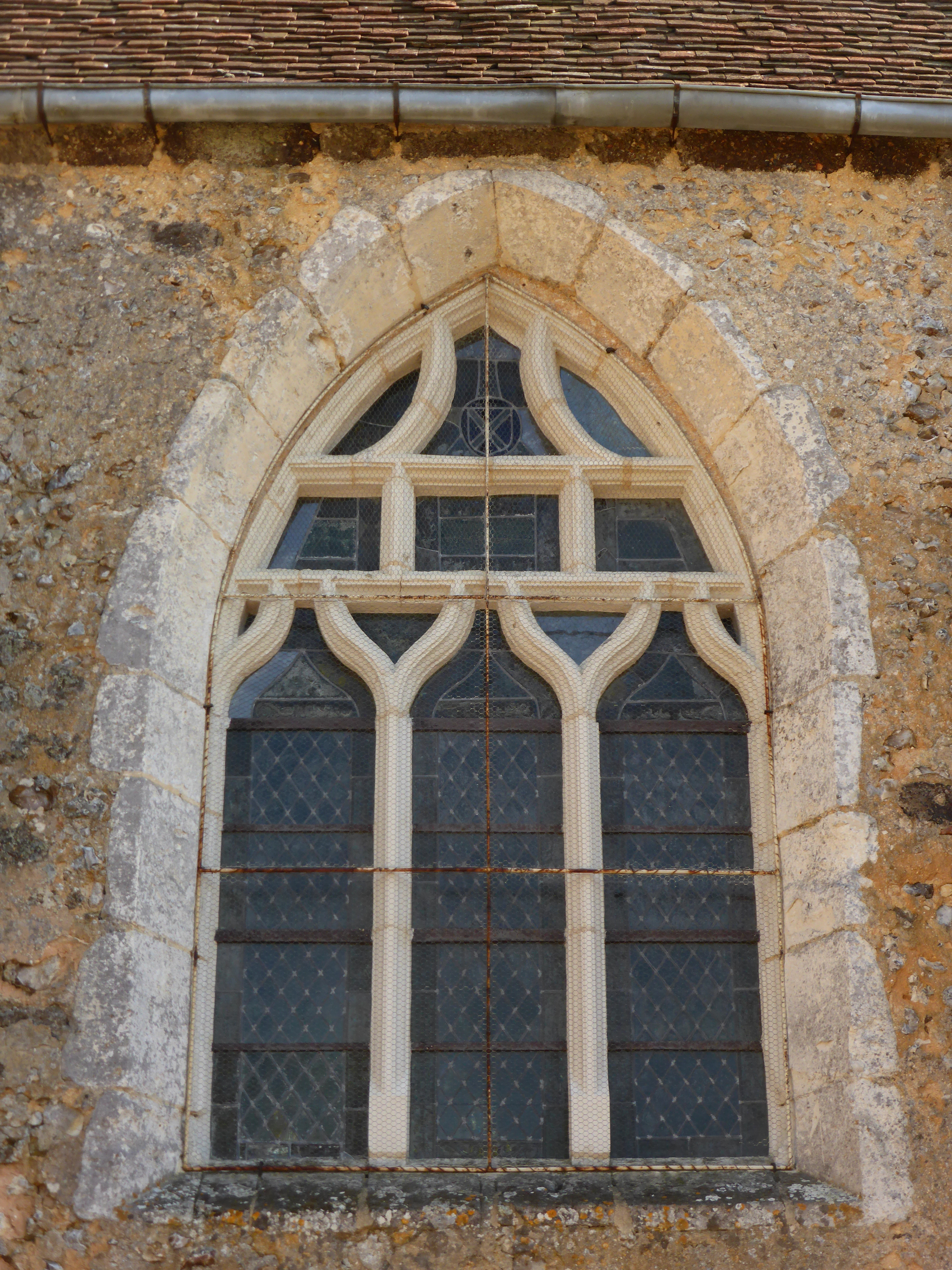
Baie.
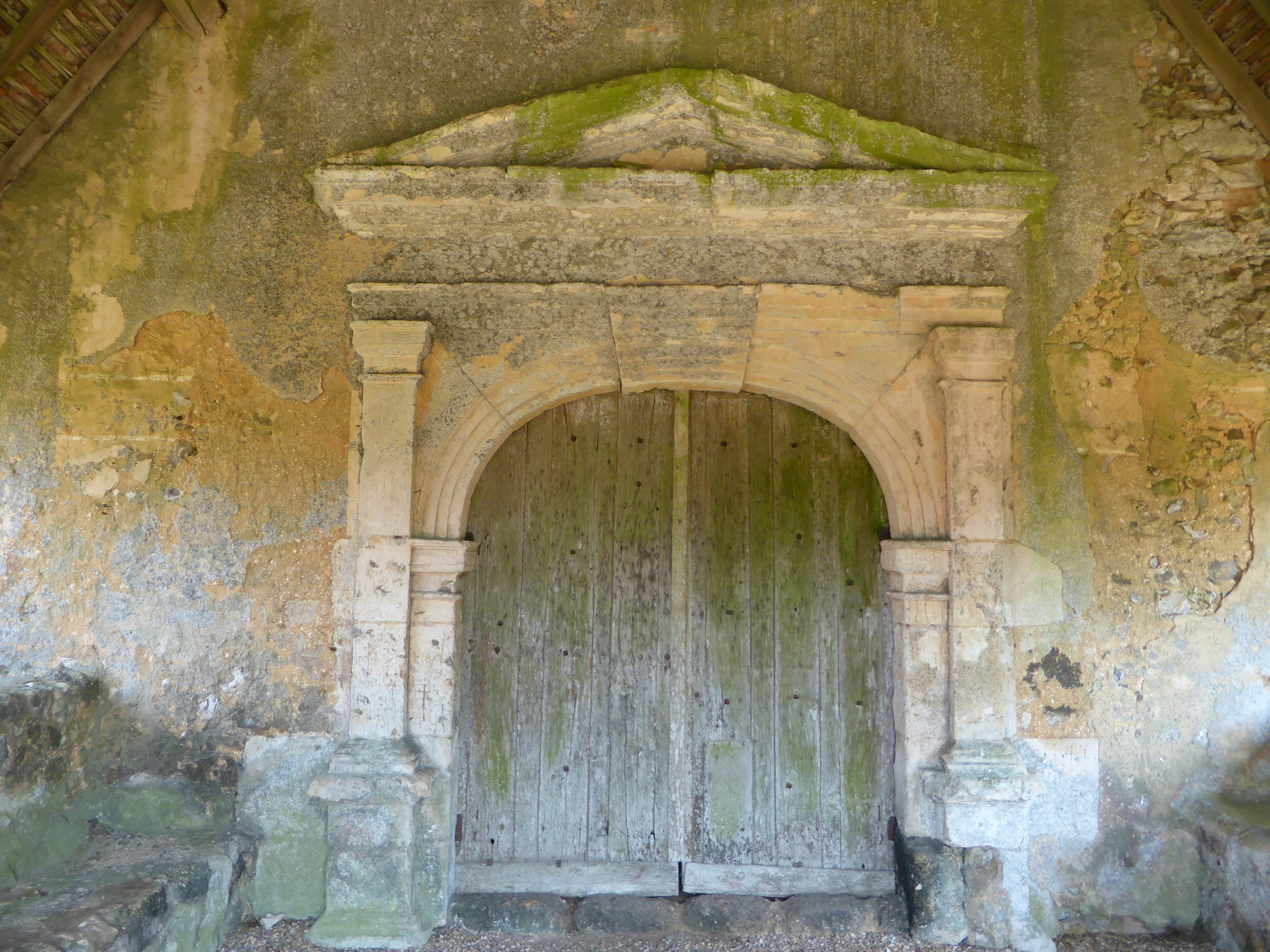
Portail.

### Intérieur

Intérieur
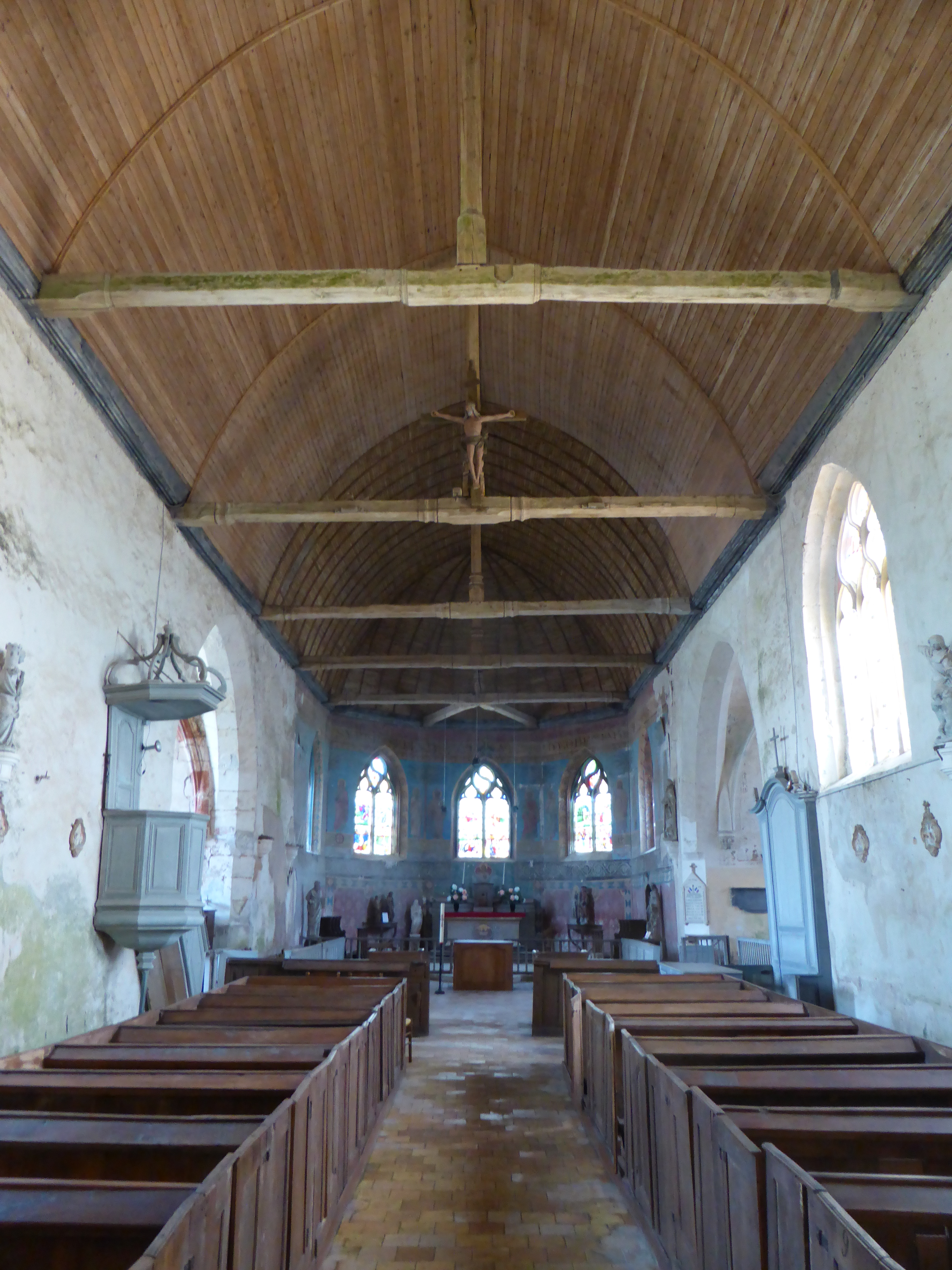
Nef.
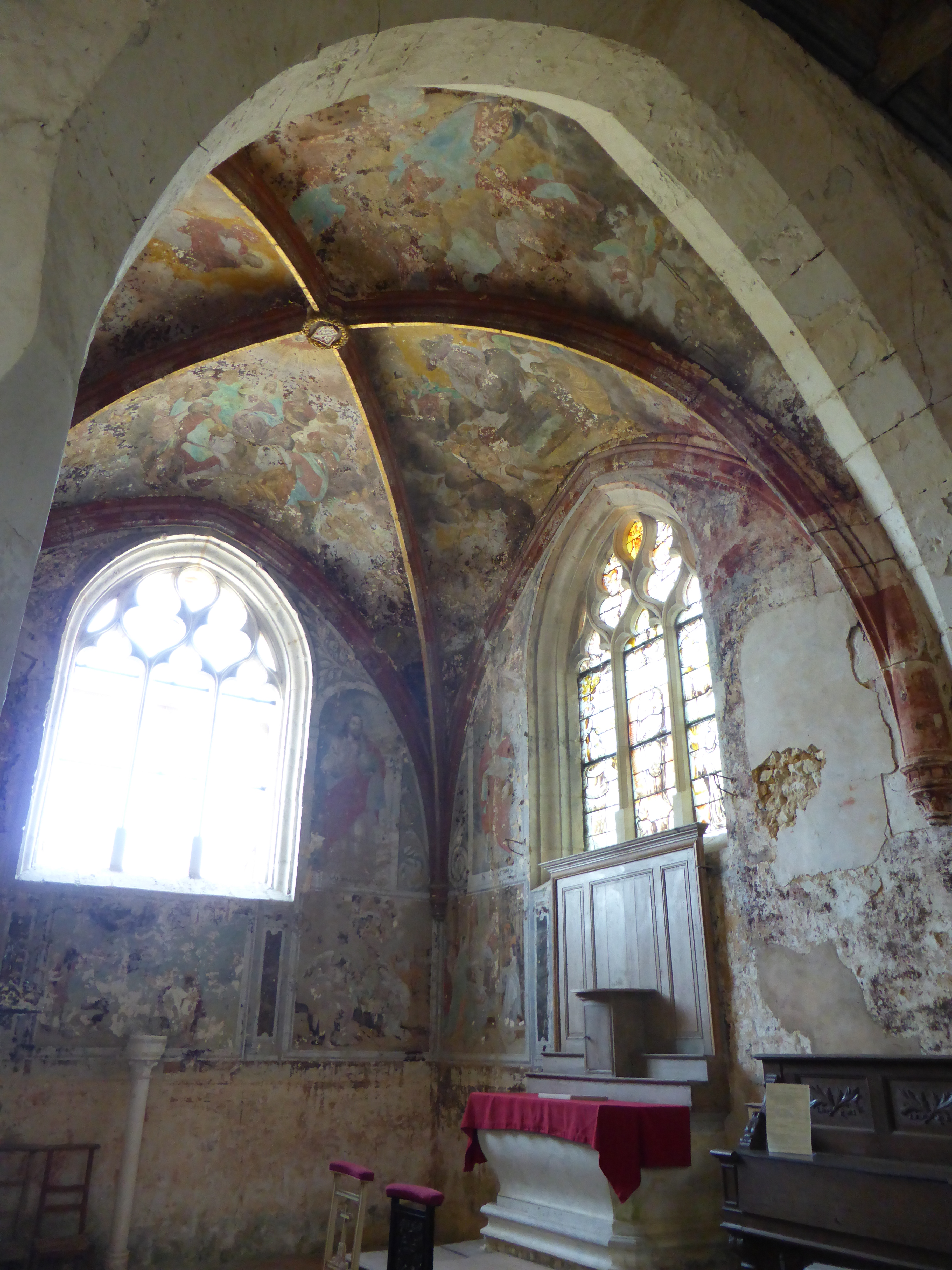
Chapelle nord.
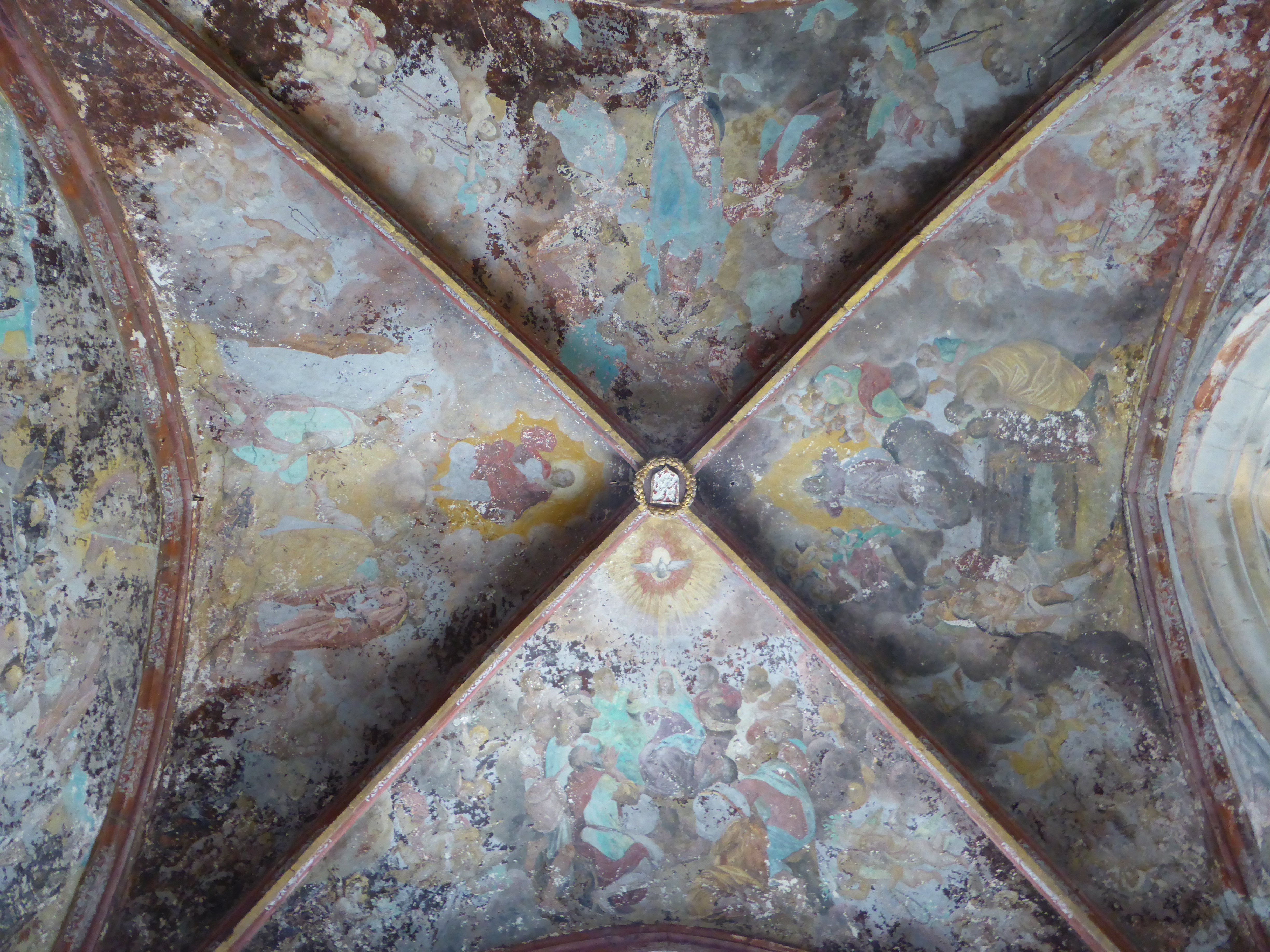
Voute de la chapelle nord.
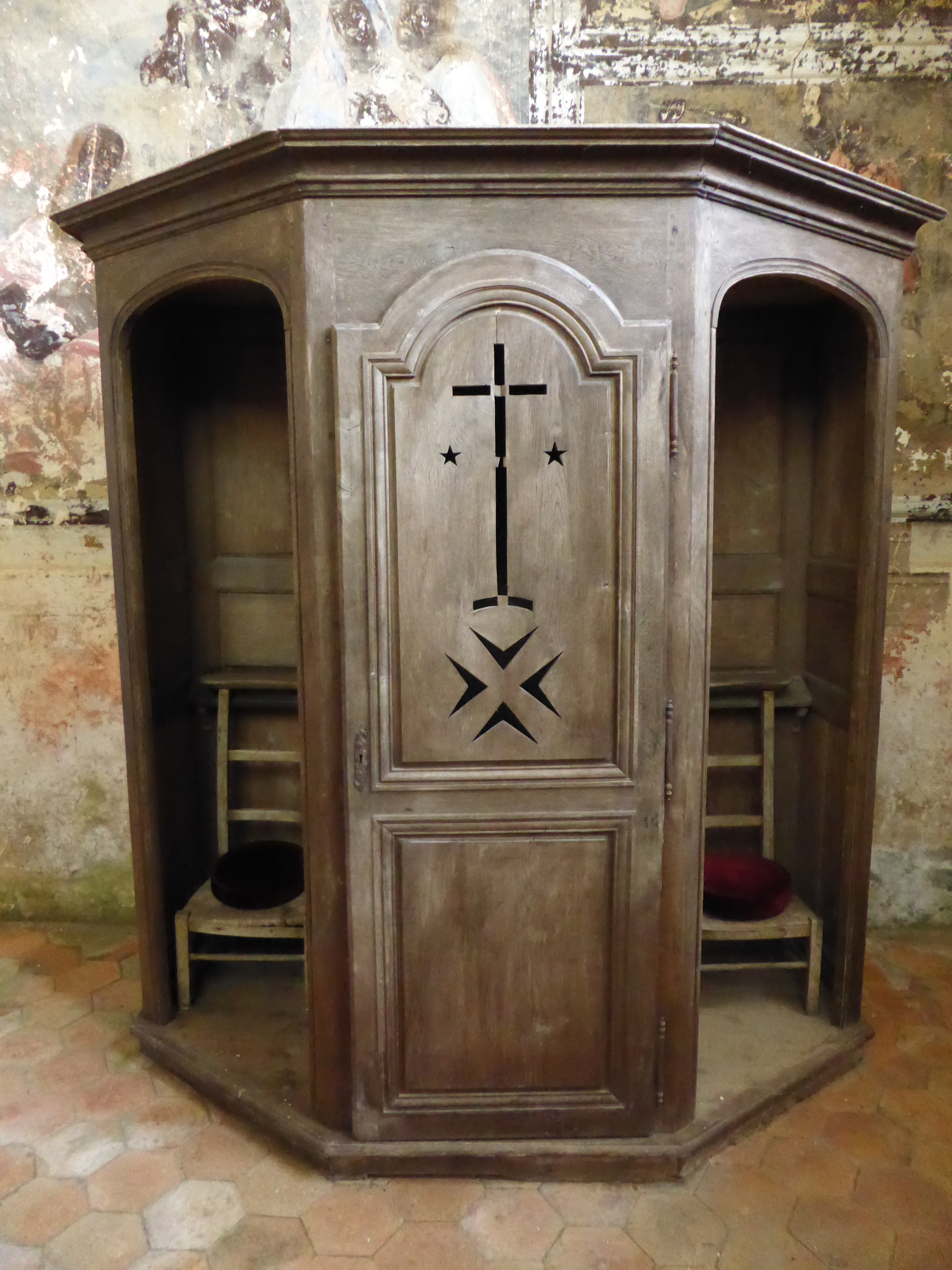
Confessionnal.

#### Vitraux
L'église présente notamment huit verrières du XVIe siècle,  Classé MH (1906) : baies 0, 1, 2, 5, 6, 7, 8 et 9.

Vitraux
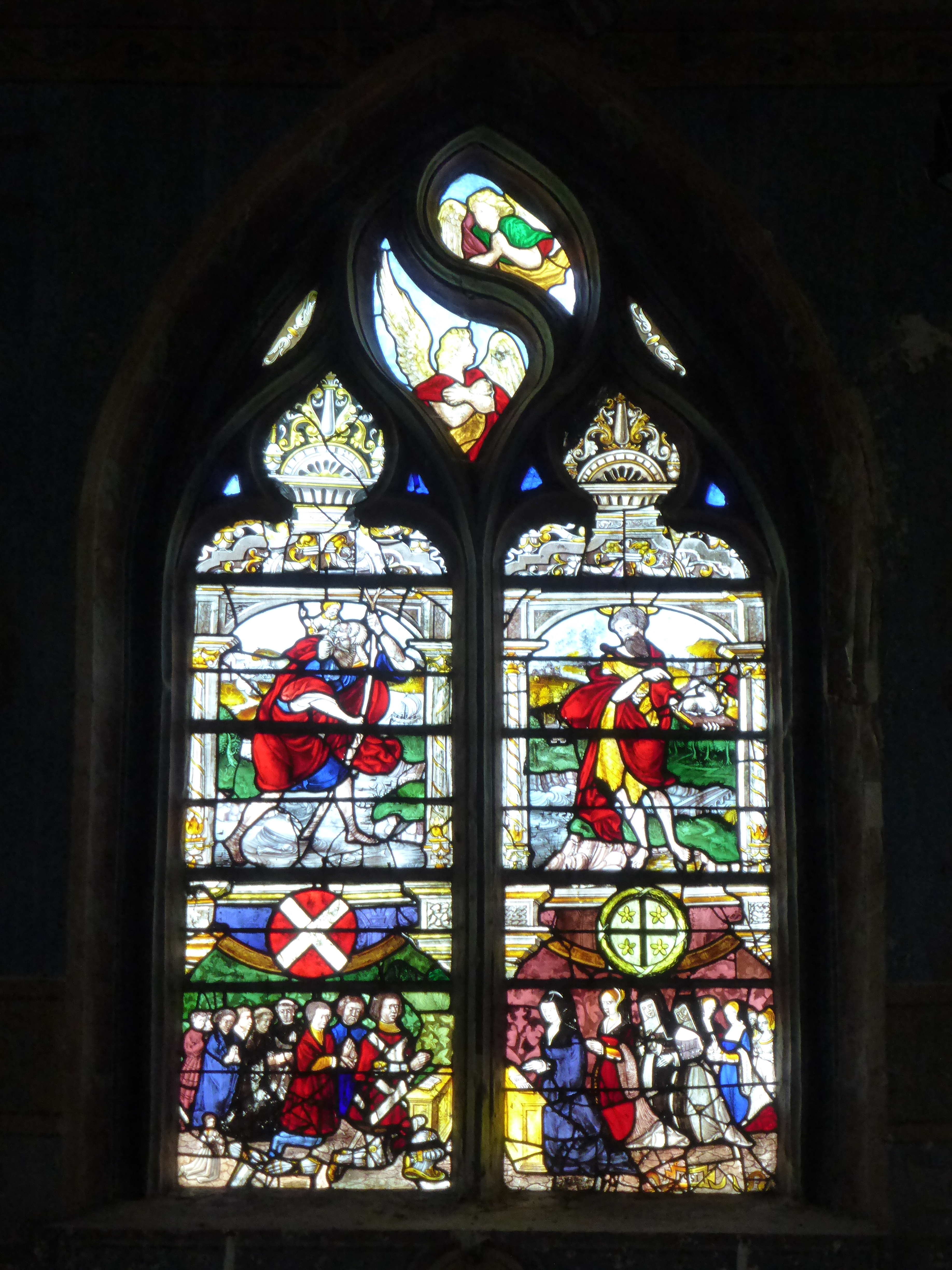
Saint Christophe et saint Jean-Baptiste, 1551 (baie 0).
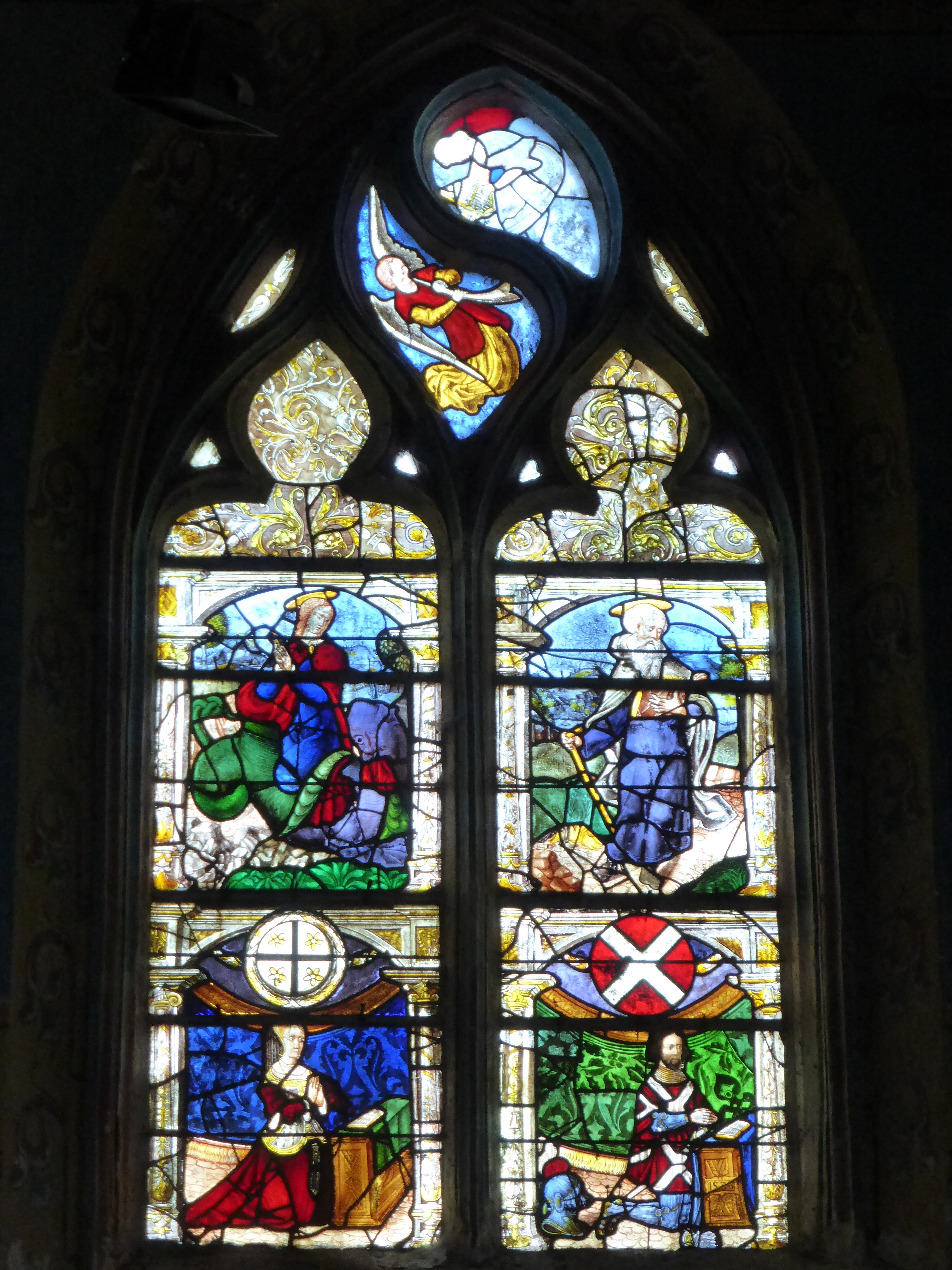
Sainte Marguerite d'Antioche et saint Antoine le Grand, 1536 (baie 1).
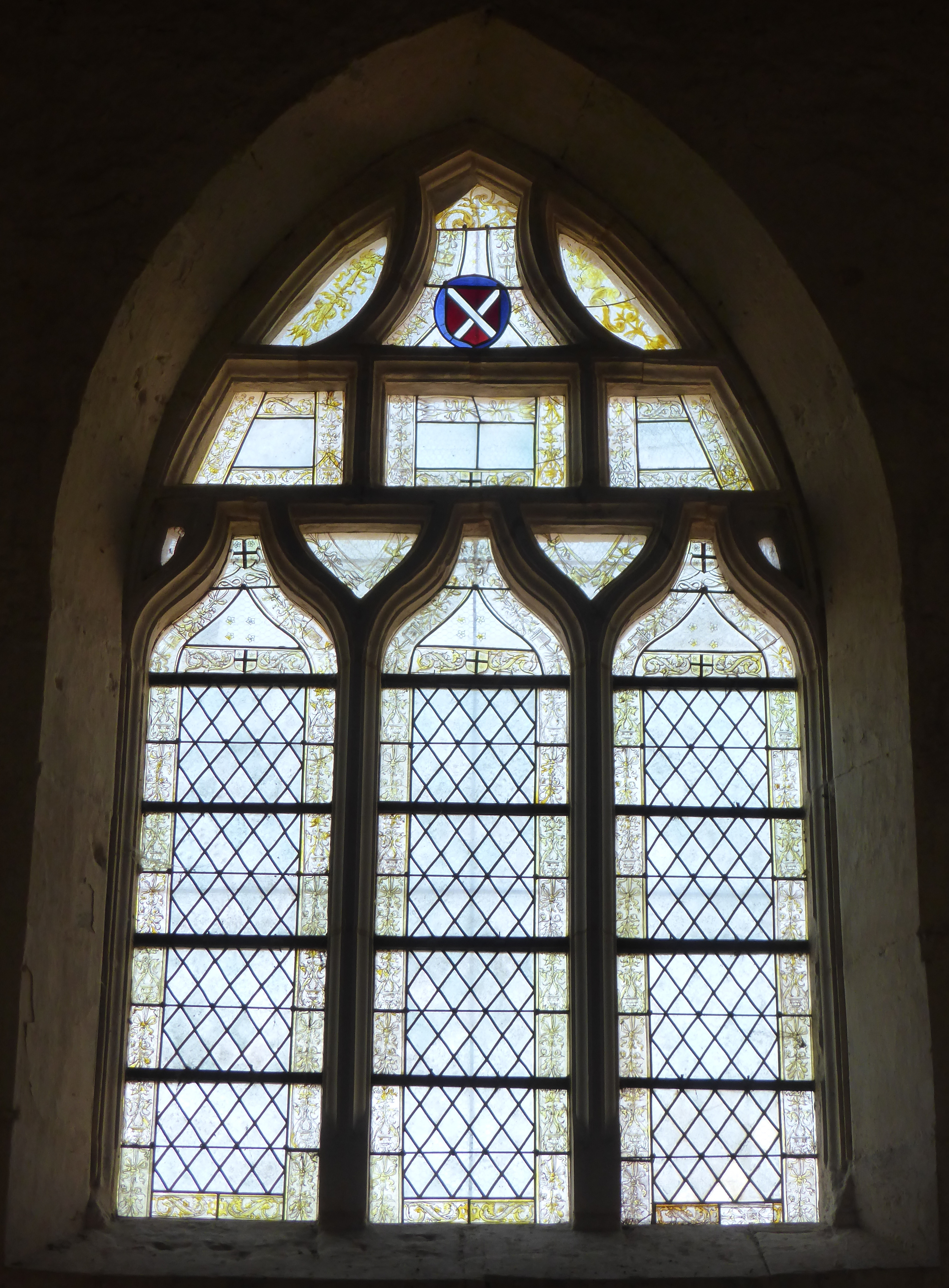
Vitrail aux armes de la famille de Montireau.
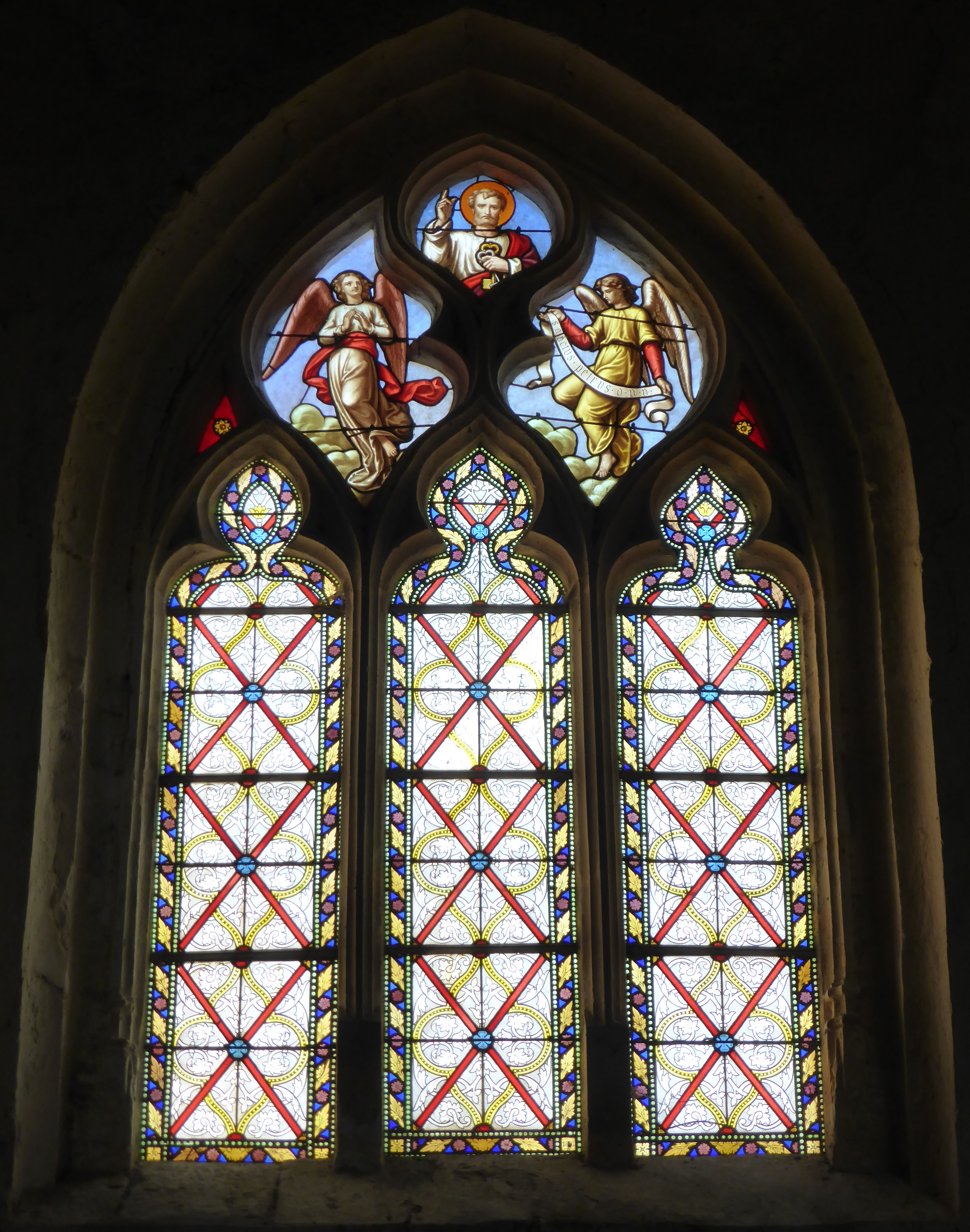
Saint Pierre et deux anges.
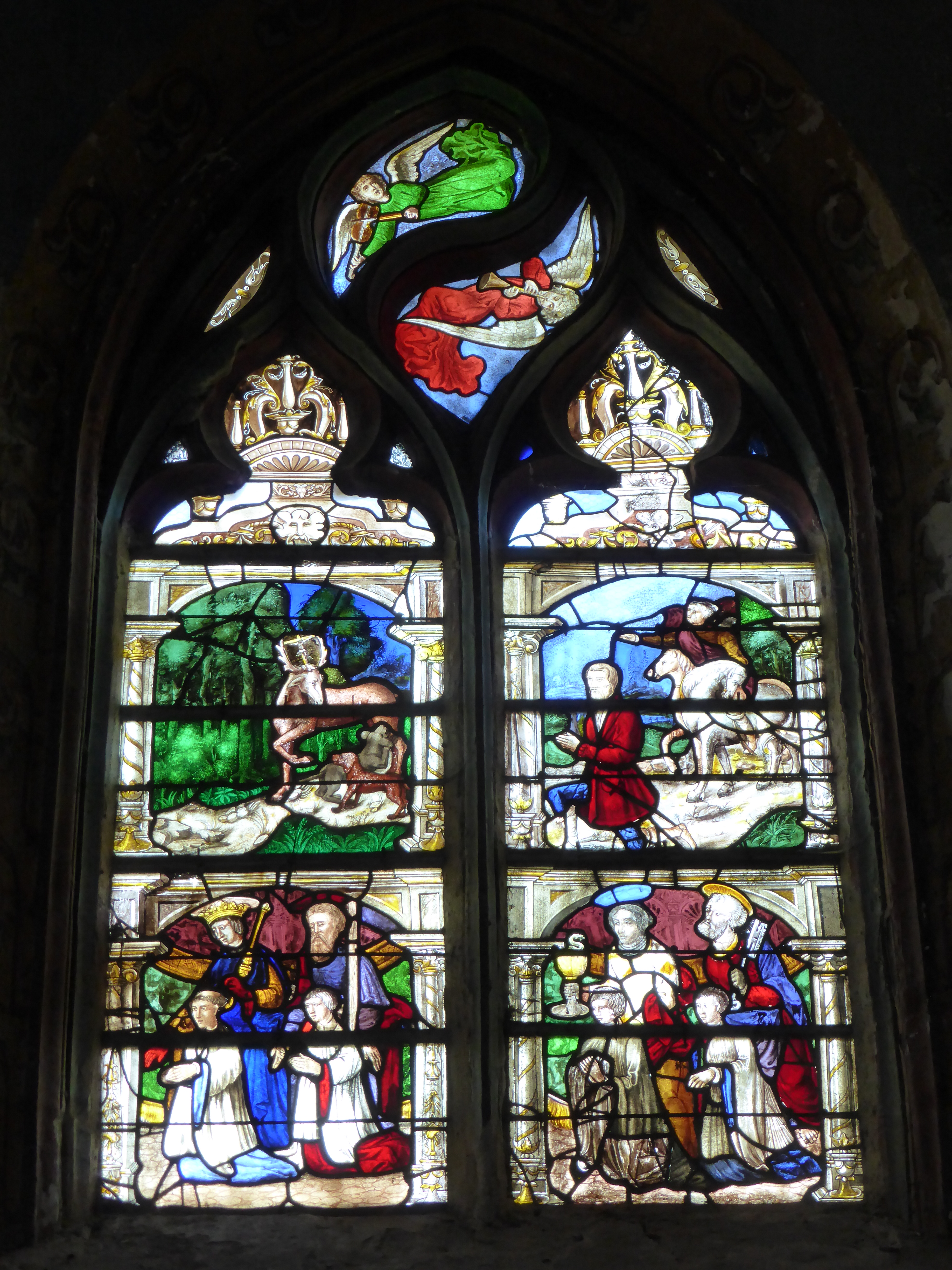
Vitrail figuratif
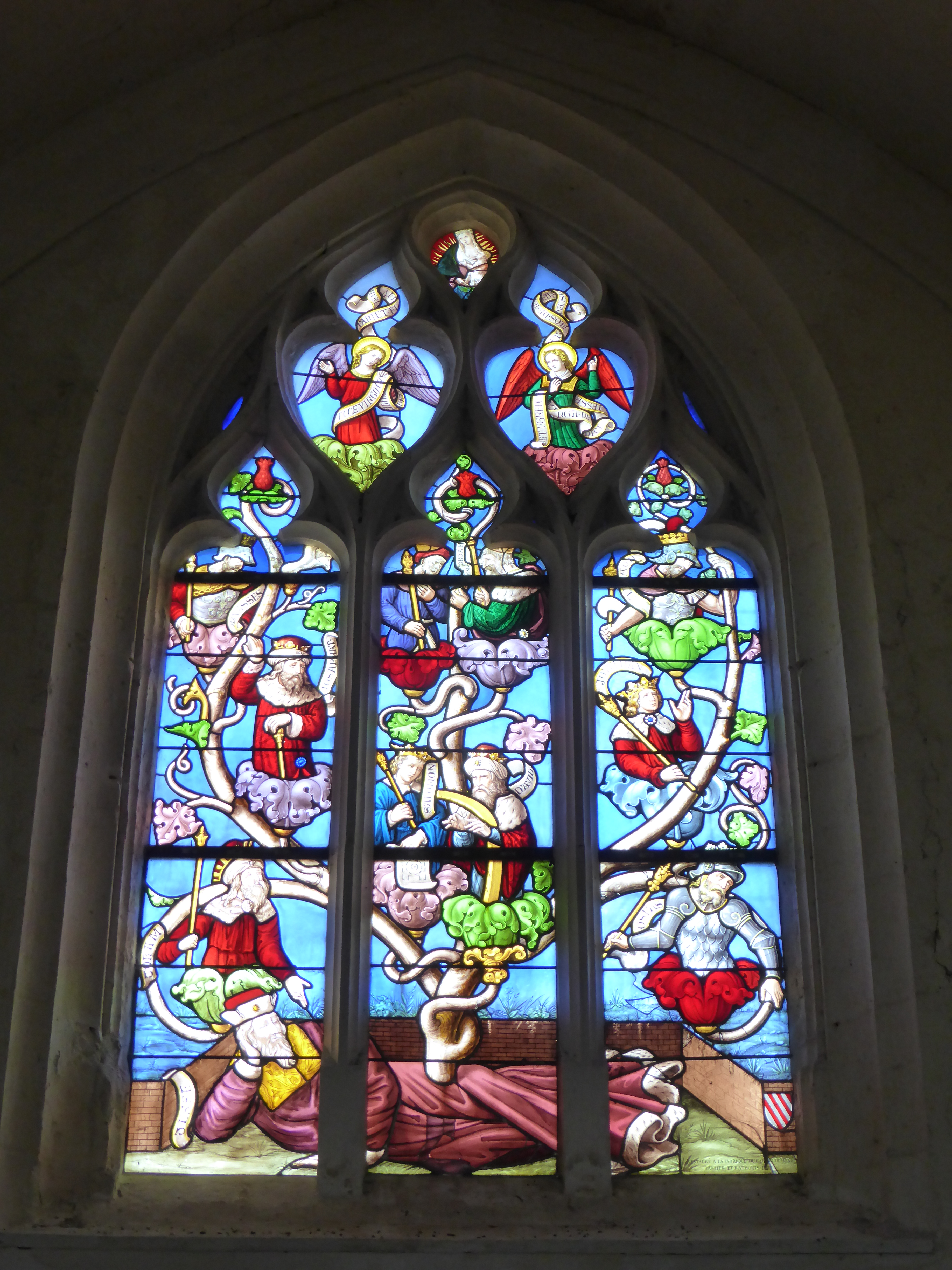
Arbre de Jessé.
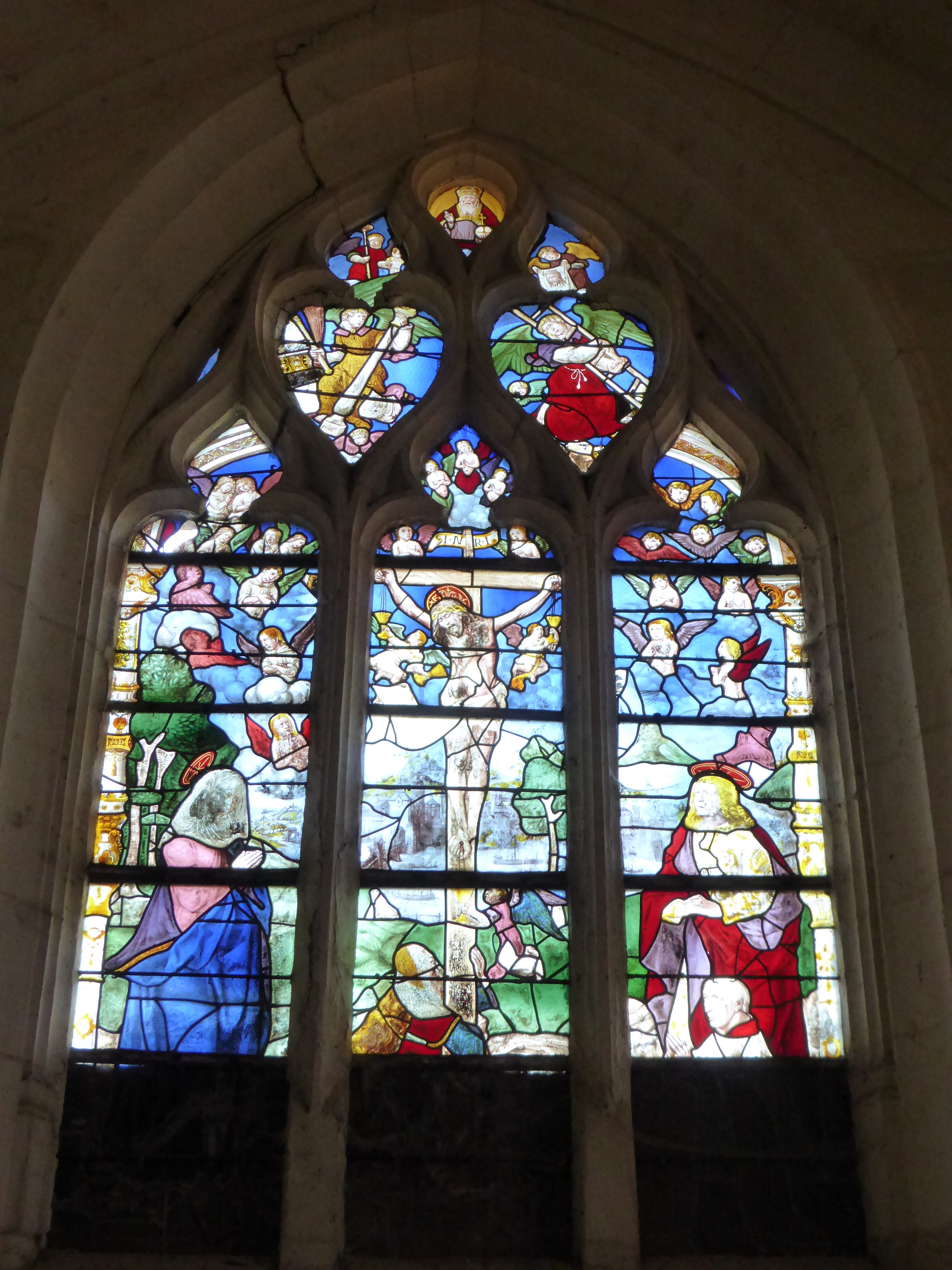
Vitrail de la Crucifixion de la chapelle sud.
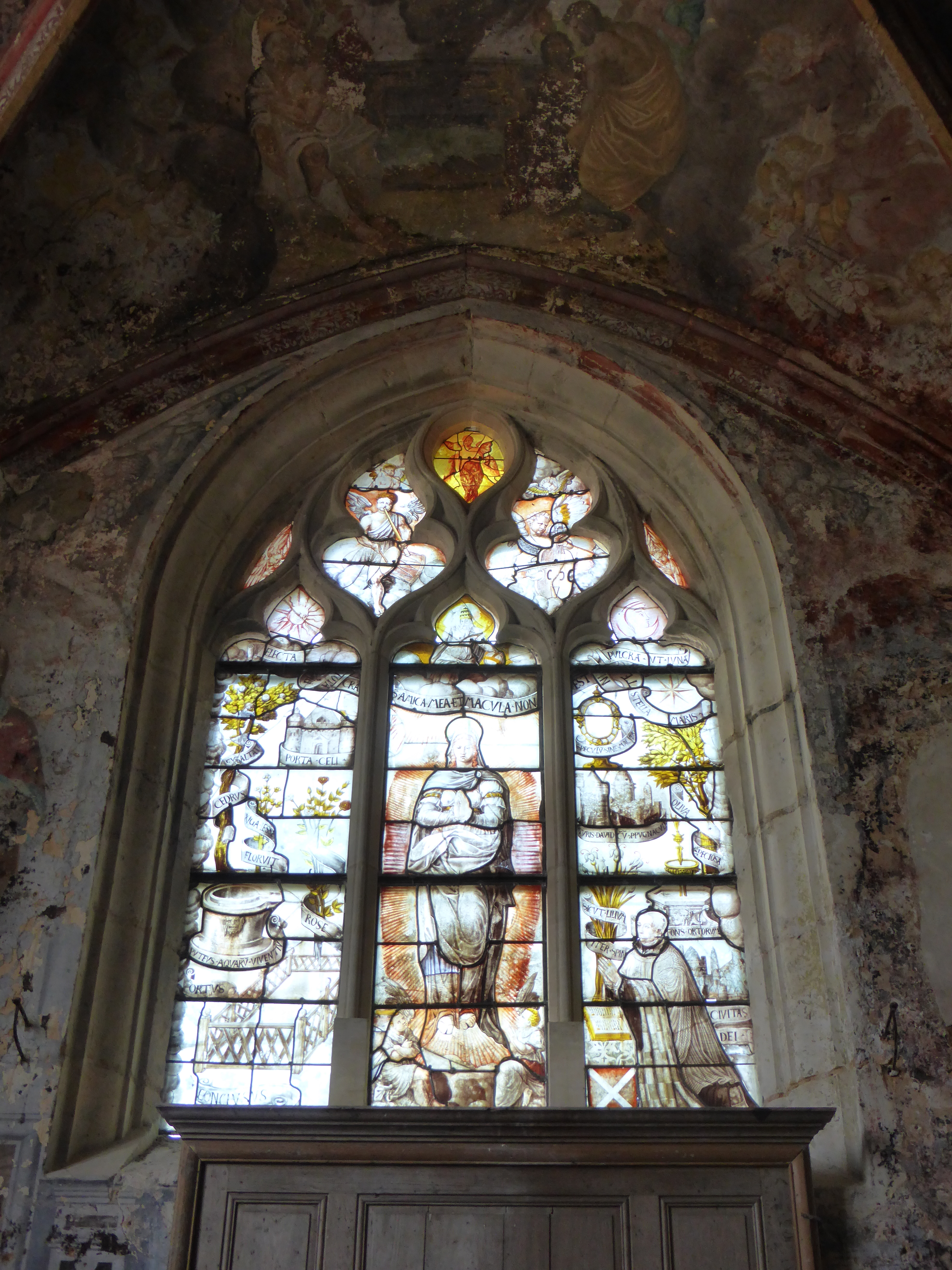
Vitrail de la Vierge.

#### Autres objets classés monuments historiques

Objets classés monuments historiques
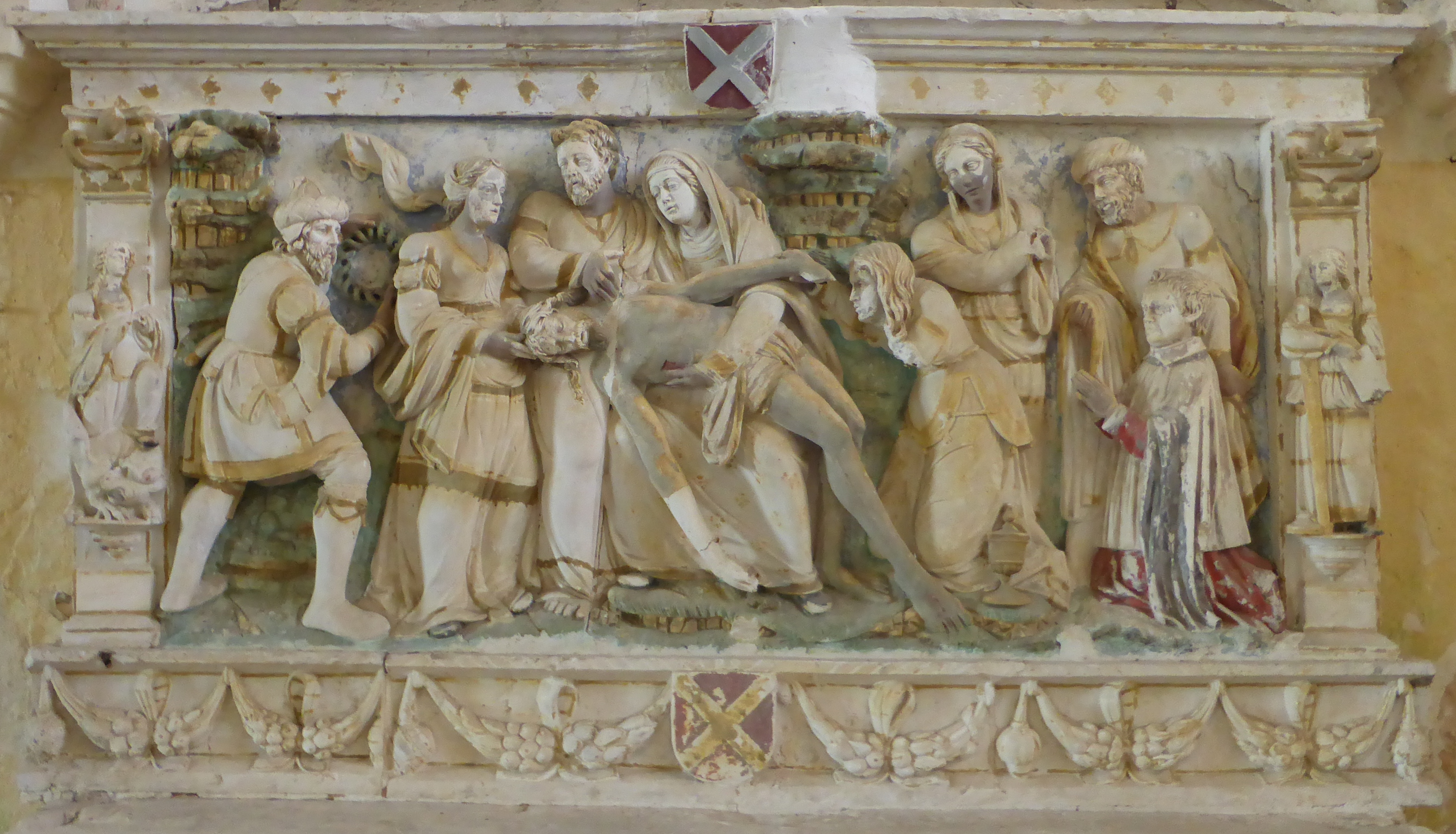
Retable représentant la Déploration du XVIe siècle,  Classé MH (1906)[4].
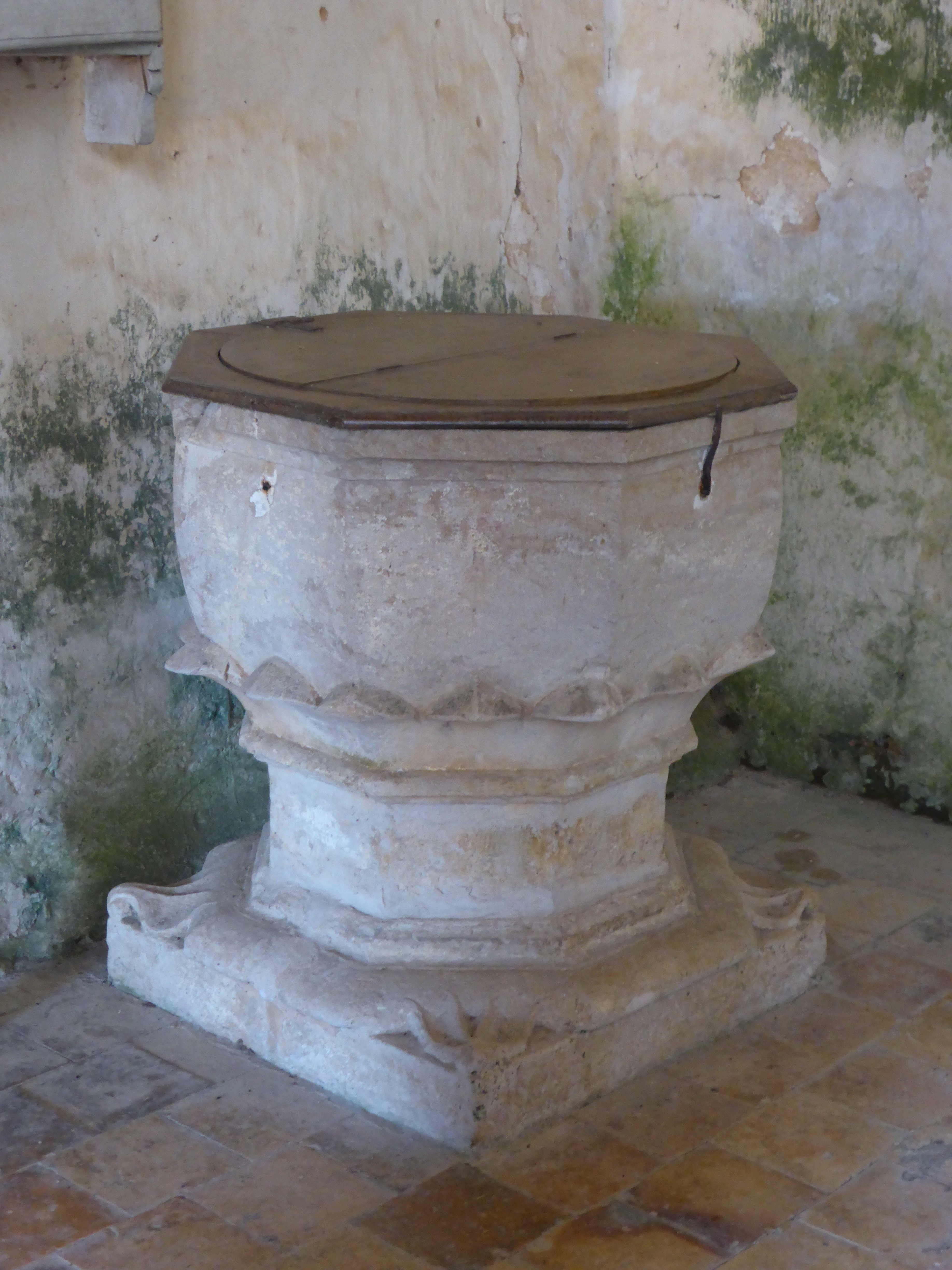
Fonts baptismaux en pierre taillée du XIIIe siècle,  Classé MH (1928)[5].
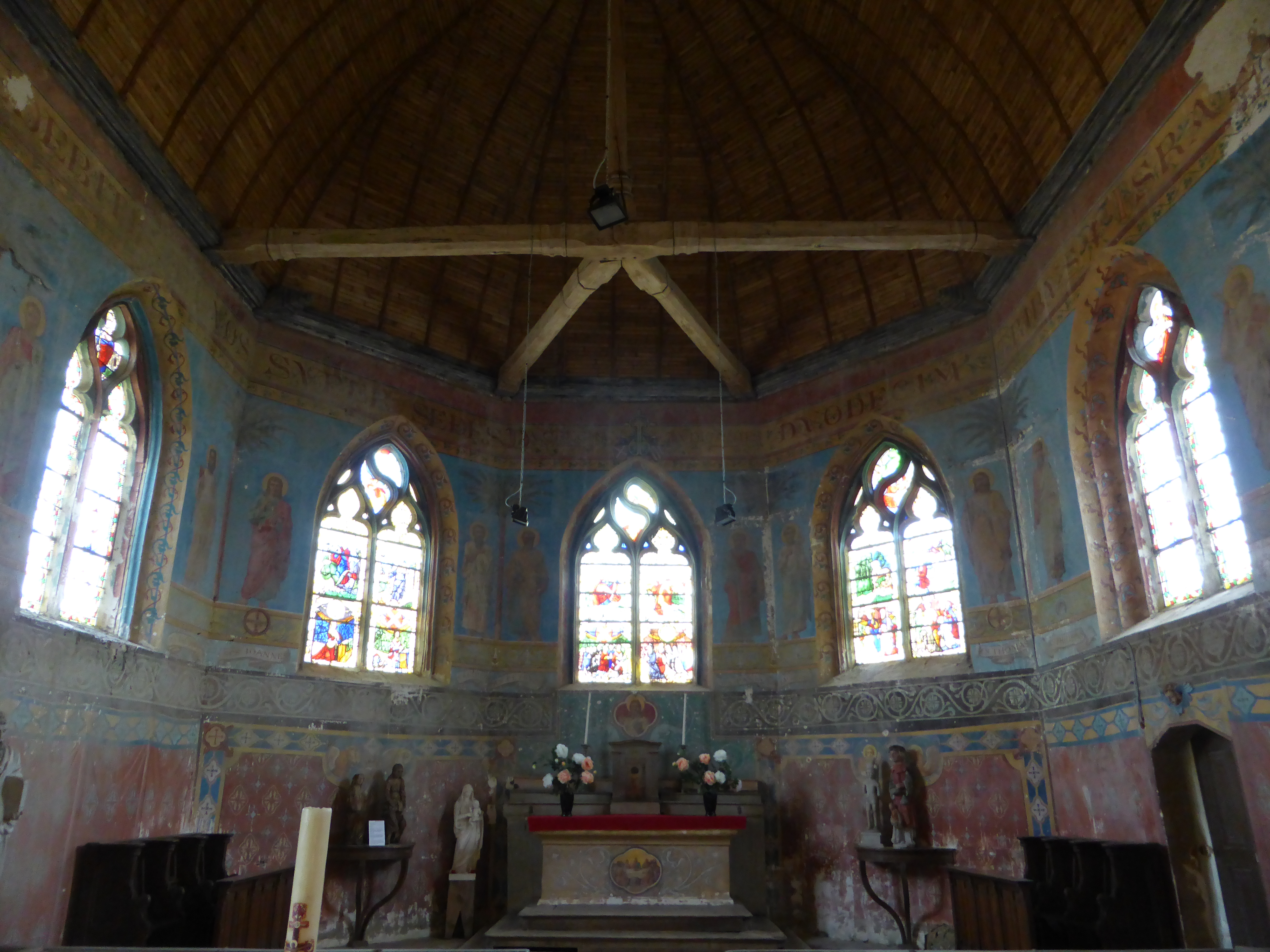
Autels en pierre taillée du XVIe siècle,  Classé MH (1928)[6].

## Paroisse et doyenné
L'église Saint-Barthélémy de Montireau fait partie de la paroisse Saint-Laumer du Perche, rattachée au doyenné des Forêts.